# USA Pro Cycling Challenge 2012
La 2.ª edición del USA Pro Cycling Challenge se disputó desde el 20 hasta el 26 de agosto de 2012.
Integrada al calendario del UCI America Tour, la carrera ascendió este año a la máxima categoría y estuvo encuadrada en la categoría 2.HC. Fue la 28.ª competición del calendario internacional americano 2011-2012.
El vencedor fue Christian Vande Velde (Garmin-Sharp), logrando el triunfo de la clasificación general en la última etapa, tras estar varias de ellas empatado en tiempo con Tejay van Garderen (BMC). Precisamente van Garderen lo acompañó en el podio como 2.º, mientras que 3.º fue el campeón defensor Levi Leipheimer (Omega Pharma-Quick Step).
En las clasificaciones secundarias, el veterano ciclista alemán Jens Voigt (Radioshack-Nissan) triunfó en la clasificación de la montaña y Tyler Farrar (Garmin-Sharp) en la de los puntos. El mejor joven fue Joe Dombrowski (Bontrager Livestrong) y por equipos el triunfo quedó para Radioshack-Nissan.

## Equipos participantes
Iniciaron la carrera 124 corredores repartidos en 16 equipos de entre 6 y 8 cada uno, siendo 6 de ellos de categoría ProTeam, 5 Profesionales Continentales y 5 Continentales. Se registraron 29 abandonos por lo cual 95 ciclistas finalizaron la competición.
Entre los ciclistas destacados que iniciaron la carrera se encontraban el campeón 2011, Levi Leipheimer , los italianos Ivan Basso y Vincenzo Nibali, el australiano Cadel Evans y el esloveno Janez Brajkovič. La carrera marcó también el retiro deportivo de George Hincapie, el ciclista que ha corrido más ediciones del Tour de Francia.
| N.º | Ciclista          | Posición |
| 1   | Levi Leipheimer   | 3.º      |
| 2   | Martin Velits     | 63.º     |
| 3   | Peter Velits      | 47.º     |
| 4   | Matthew Brammeier | 94.º     |
| 5   | Jeroen Hoorne     | 70.º     |
| 6   | Francesco Chicchi | AB 1.ª   |

| N.º | Ciclista             | Posición |
| 11  | Tom Danielson        | 7.º      |
| 12  | Tyler Farrar         | 68.º     |
| 13  | Nathan Haas          | 74.º     |
| 14  | Alex Howes           | 38.º     |
| 15  | Peter Stetina        | 9.º      |
| 16  | Christian Vandevelde | 1.º      |
| 17  | David Zabriskie      | 78.º     |
| 18  | Lachlan Morton       | 93.º     |

| N.º | Ciclista           | Posición |
| 21  | Cadel Evans        | AB 6.ª   |
| 22  | Mathias Frank      | 14.º     |
| 23  | Ivan Santaromita   | 64.º     |
| 24  | Michael Schär      | 44.º     |
| 25  | Johann Tschopp     | 39.º     |
| 26  | Taylor Phinney     | 69.º     |
| 27  | George Hincapie    | 40.º     |
| 28  | Tejay van Garderen | 2.º      |

| N.º | Ciclista       | Posición |
| 31  | Chris Horner   | 13.º     |
| 32  | Jakob Fuglsang | 6.º      |
| 33  | George Bennett | 25.º     |
| 34  | Benjamin King  | 56.º     |
| 35  | Andreas Klöden | 4.º      |
| 36  | Matthew Busche | 8.º      |
| 37  | Jens Voigt     | 30.º     |
| 38  | Oliver Zaugg   | 35.º     |

| N.º | Ciclista        | Posición |
| 41  | Vincenzo Nibali | 27.º     |
| 42  | Valerio Agnoli  | 71.º     |
| 43  | Damiano Caruso  | 12.º     |
| 44  | Ted King        | AB 4.ª   |
| 45  | Paolo Longo     | 41.º     |
| 46  | Timothy Duggan  | 21.º     |
| 47  | Ivan Basso      | 76.º     |
| 48  | Moreno Moser    | 57.º     |

| N.º | Ciclista              | Posición |
| 51  | Janez Brajkovič       | 5.º      |
| 52  | Roman Kreuziger       | 33.º     |
| 53  | Tanel Kangert         | 45.º     |
| 54  | Evgeny Nepomnyachshiy | 79.º     |
| 55  | Eugeni Petrov         | 66.º     |
| 56  | Fabio Aru             | 65.º     |

| N.º | Ciclista            | Posición |
| 61  | Matvey Zubov        | AB 1.ª   |
| 62  | Ivan Rovny          | 11.º     |
| 63  | Dmitry Kozontchuk   | 24.º     |
| 64  | Artem Ovechkin      | 61.º     |
| 65  | Sergey Firsanov     | 54.º     |
| 66  | Arkimedes Arguelyes | 72.º     |
| 67  | Alexander Mironov   |          |
| 68  | Sergueï Klimov      | 95.º     |

| N.º | Ciclista          | Posición |
| 71  | Rory Sutherland   | 36.º     |
| 72  | Karl Menzies      | AB 6.ª   |
| 73  | Daniel Summerhill | 91.º     |
| 74  | Robert Förster    | 87.º     |
| 75  | Jacobe Keough     | AB 6.ª   |
| 76  | Ben Day           | 26.º     |
| 77  | Chris Jones       | 59.º     |
| 78  | Jeff Louder       | AB 6.ª   |

| N.º | Ciclista           | Posición |
| 81  | Kiel Reijnen       | 22.º     |
| 82  | Alexander Efimkin  | AB 3.ª   |
| 83  | Julien El Fares    | 75.º     |
| 84  | Javier Megías      | 62.º     |
| 85  | Georg Preidler     | 67.º     |
| 86  | Rubens Bertogliati | 73.º     |
| 87  | Alessandro Bazzana | 51.º     |
| 88  | Joey Rosskopf      | 77.º     |

| N.º | Ciclista       | Posición |
| 91  | David Boily    | AB 1.ª   |
| 92  | Flavio De Luna | AB 1.ª   |
| 93  | Lucas Euser    | 16.º     |
| 94  | Caleb Fairly   | 60.º     |
| 95  | Hugo Houle     | 82.º     |
| 96  | Ryan Roth      | 85.º     |
| 97  | Zachary Bell   | AB 1.ª   |
| 98  | Brian Vandborg | 80.º     |

| N.º | Ciclista            | Posición |
| 101 | Craig Lewis         | 34.º     |
| 102 | Chris Butler        | 20.º     |
| 103 | Matthias Friedemann | AB 4.ª   |
| 104 | Pengda Jiao         | 50.º     |
| 105 | Biao Liu            | 86.º     |
| 106 | William Clarke      | AB 4.ª   |
| 107 | Cameron Wurf        | 29.º     |
| 108 | Gang Xu             | AB 6.ª   |

| N.º | Ciclista            | Posición |
| 111 | Christopher Baldwin | 23.º     |
| 112 | Jeremy Vennell      | 81.º     |
| 113 | Ben Jacques-Maynes  | 88.º     |
| 114 | Carter Jones        | 42.º     |
| 115 | Frank Pipp          | 92.º     |
| 116 | Patrick Bevin       | AB 3.ª   |
| 117 | Julian Kyer         | 46.º     |
| 118 | Joseph Schmalz      | AB 3.ª   |

| N.º | Ciclista         | Posición |
| 121 | Jesse Anthony    | AB 4.ª   |
| 122 | Andrew Bajadali  | AB 6.ª   |
| 123 | Alex Candelario  | 53.º     |
| 124 | Michael Creed    | 18.º     |
| 125 | Tom Zirbel       | 58.º     |
| 126 | Sebastian Salas  | AB 3.ª   |
| 127 | Marsh Cooper     | NP 3.ª   |
| 128 | Michael Friedman | 43.º     |

| N.º | Ciclista        | Posición |
| 131 | Josh Atkins     | AB 3.ª   |
| 132 | Charlie Avis    | AB 1.ª   |
| 133 | Lawson Craddock | AB 2.ª   |
| 134 | Joe Dombrowski  | 10.º     |
| 135 | Ryan Eastman    | 84.º     |
| 136 | Connor O'Leary  | AB 4.ª   |
| 137 | James Oram      | 90.º     |
| 138 | Gavin Mannion   | 17.º     |

| N.º | Ciclista             | Posición |
| 141 | Fred Rodríguez       | AB 6.ª   |
| 142 | Andrés Díaz Corrales | 55.º     |
| 143 | Matt Cooke           | 83.º     |
| 144 | Noé Gianetti         | AB 4.ª   |
| 145 | Morgan Schmitt       | 89.º     |
| 146 | Kirk Carlsen         | AB 1.ª   |
| 147 | Serghei Tvetcov      | 48.º     |
| 148 | Sam Johnson          | AB 4.ª   |

| N.º | Ciclista             | Posición |
| 151 | Rafael Infantino     | 37.º     |
| 152 | Jorge Castiblanco    | 49.º     |
| 153 | Francisco Colorado   | 28.º     |
| 154 | Ramiro Rincón        | 15.º     |
| 155 | Róbigzon Oyola       | 31.º     |
| 156 | Freddy Piamonte      | HD 7.ª   |
| 157 | Edward Beltrán       | 32.º     |
| 158 | Javier Eduardo Gómez | 19.º     |

| Leyenda | Leyenda | Leyenda  | Leyenda                                                                                              |
| ------- | --- | -------- | --- |
| Nº      | Dorsal de salida del ciclista | Posición | Posición final en la clasificación general                                                           |
| NP      | Indica un ciclista que no ha tomado la salida en una etapa, seguido del número de etapa en la que no tomó la salida                | AB       | Indica un ciclista que no ha finalizado una etapa, seguido del número de etapa en que se ha retirado |
| HD      | Indica un ciclista que ha finalizado una etapa fuera de control, seguido del número de etapa en la que ocurrió dicha circunstancia | EX       | Corredor excluido por no respetar el reglamento                                                      |

## Etapas
En total fueron 7 etapas y casi 1100 km de recorrido (290 km más que en 2011). A diferencia de la primera edición, no comenzó con un prólogo, siendo reemplazado éste por una etapa en ruta de media montaña entre Durango y Telluride. La 2.ª etapa con final en Mount Crested Butte, fue la primera con final en alto aunque con un puerto de sólo de 3 km. La 3.ª etapa al igual que el año anterior unió Gunnison con Aspen, siendo denominada la etapa reina con pasos por los puertos de Cottonwood Pass y Independence Pass (ambos a 3.700 m s. n. m.).
La 4.ª etapa, comenzó en Aspen y se subió nuevamente el Independence Pass pero en sentido contrario y culminó en alto en un puerto de 4 km y 5% de pendiente en Beaver Creek. Luego de la 5.ª etapa con final en Colorado Springs que será mayoritariamente con terreno en descenso, la 6.ª etapa entre Golden y Boulder, fue la tercera con final en alto en un puerto de 9 km al 5,2 %. La carrera culminó con una contrarreloj plana de 15,3 km en las calles de Denver.
| Etapa | Fecha        | Recorrido                     | Km         | Ganador            | Líder                 |
| 1.ª   | 20 de agosto | Durango-Telluride             | 202        | Tyler Farrar       | Tyler Farrar          |
| 2.ª   | 21 de agosto | Montrose -Mount Crested Butte | 159,6      | Tejay Van Garderen | Tejay Van Garderen    |
| 3.ª   | 22 de agosto | Gunnison-Aspen                | 210        | Tom Danielson      | Christian Vande Velde |
| 4.ª   | 23 de agosto | Aspen-Beaver Creek            | 156,4      | Jens Voigt         | Tejay van Garderen    |
| 5.ª   | 24 de agosto | Breckenridge-Colorado Springs | 189,7      | Tyler Farrar       | Tejay van Garderen    |
| 6.ª   | 25 de agosto | Golden-Boulder                | 165,5      | Rory Sutherland    | Levi Leipheimer       |
| 7.ª   | 26 de agosto | Denver-Denver                 | 15,3 (CRI) | Taylor Phinney     | Christian Vande Velde |

## Clasificaciones
- Las clasificaciones culminaron de la siguiente forma:[8]

### Clasificación general
| Posición      | Ciclista              | Equipo                  | Tiempo           |
| ------------- | --------------------- | ----------------------- | ---------------- |
| Líder general | Christian Vande Velde | Garmin-Sharp            | 25 h 57 min 34 s |
| 2             | Tejay Van Garderen    | BMC Racing Team         | a 21 s           |
| 3             | Levi Leipheimer       | Omega Pharma-Quick Step | a 24 s           |
| 4             | Andreas Klöden        | RadioShack-Nissan       | a 1 min 08 s     |
| 5             | Janez Brajkovič       | Astana                  | a 1 min 14 s     |
| 6             | Jakob Fuglsang        | RadioShack-Nissan       | a 1 min 24 s     |
| 7             | Tom Danielson         | Garmin-Sharp            | a 1 min 28 s     |
| 8             | Matthew Busche        | RadioShack-Nissan       | a 1 min 32 s     |
| 9             | Peter Stetina         | Garmin-Sharp            | a 1 min 39 s     |
| 10            | Joe Dombrowski        | Bontrager Livestrong    | a 1 min 40 s     |

| 11 | Ivan Rovny           | RusVelo                        | a 1 min 43 s |
| 12 | Damiano Caruso       | Liquigas-Cannondale            | a 1 min 49 s |
| 13 | Chris Horner         | RadioShack-Nissan              | a 1 min 54 s |
| 14 | Mathias Frank        | BMC Racing Team                | a 2 min 02 s |
| 15 | Ramiro Rincón        | EPM-UNE                        | a 2 min 27 s |
| 16 | Lucas Euser          | SpiderTech powered by C10      | a 2 min 31 s |
| 17 | Gavin Mannion        | Bontrager Livestrong           | a 2 min 57 s |
| 18 | Michael Creed        | Optum-Kelly Benefit Strategies | a 3 min 26 s |
| 19 | Javier Eduardo Gómez | EPM-UNE                        | a 3 min 33 s |
| 20 | Chris Butler         | Champion System                | a 3 min 35 s |

- m.t.: Mismo tiempo

### Clasificación de la montaña
| Posición | Ciclista           | Equipo            | Puntos |
| -------- | ------------------ | ----------------- | ------ |
|          | Jens Voigt         | RadioShack-Nissan | 55     |
| 2        | Francisco Colorado | EPM-UNE           | 52     |
| 3        | Tom Danielson      | Garmin-Sharp      | 50     |

### Clasificación por puntos
| Posición | Ciclista           | Equipo              | Puntos |
| -------- | ------------------ | ------------------- | ------ |
|          | Tyler Farrar       | Garmin-Sharp        | 33     |
| 2        | Damiano Caruso     | Liquigas-Cannondale | 25     |
| 3        | Alessandro Bazzana | Team Type 1-Sanofi  | 22     |

### Clasificación de los jóvenes
| Posición | Ciclista             | Equipo               | Tiempo           |
| -------- | -------------------- | -------------------- | ---------------- |
|          | Joe Dombrowski       | Bontrager Livestrong | 25 h 59 min 14 s |
| 2        | Gavin Mannion        | Bontrager Livestrong | a 1 min 17 s     |
| 3        | Javier Eduardo Gómez | EPM-UNE              | a 1 min 53 s     |

### Clasificación por equipos
| Posición | Equipo              | Tiempo           |
| -------- | ------------------- | ---------------- |
|          | RadioShack-Nissan   | 77 h 52 min 16 s |
| 2        | Garmin-Sharp        | a 2 min 28 s     |
| 3        | Liquigas-Cannondale | a 7 min 04 s     |
| 4        | EPM-UNE             | a 9 min 18 s     |
| 5        | BMC Racing Team     | a 10 min 05 s    |

## Evolución de las clasificaciones
| Etapa (Vencedor)                 | Clasificación general | Clasificación de la montaña | Clasificación por puntos | Clasificación de los jóvenes | Clasificación por equipos      | Premio combatividad |
| -------------------------------- | --------------------- | --------------------------- | ------------------------ | ---------------------------- | ------------------------------ | ------------------- |
| 1.ª etapa (Tyler Farrar)         | Tyler Farrar          | Tom Danielson               | Tyler Farrar             | Gavin Mannion                | Optum-Kelly Benefit Strategies | Peter Stetina       |
| 2.ª etapa (Tejay van Garderen)   | Tejay van Garderen    | Tom Danielson               | Tyler Farrar             | Joe Dombrowski               | Garmin-Sharp                   | Rafael Infantino    |
| 3.ª etapa (Tom Danielson)        | Christian Vande Velde | Tom Danielson               | Damiano Caruso           | Joe Dombrowski               | Garmin-Sharp                   | Francisco Colorado  |
| 4.ª etapa (Jens Voigt)           | Tejay van Garderen    | Tom Danielson               | Damiano Caruso           | Joe Dombrowski               | RadioShack-Nissan              | Jens Voigt          |
| 5.ª etapa (Tyler Farrar)         | Tejay van Garderen    | Tom Danielson               | Tyler Farrar             | Joe Dombrowski               | RadioShack-Nissan              | Vincenzo Nibali     |
| 6.ª etapa (Rory Sutherland)      | Levi Leipheimer       | Jens Voigt                  | Tyler Farrar             | Joe Dombrowski               | RadioShack-Nissan              | Rory Sutherland     |
| 7.ª etapa (CRI) (Taylor Phinney) | Christian Vande Velde | Jens Voigt                  | Tyler Farrar             | Joe Dombrowski               | RadioShack-Nissan              | Rory Sutherland     |
| Final                            | Christian Vande Velde | Jens Voigt                  | Tyler Farrar             | Joe Dombrowski               | RadioShack-Nissan              |                     |

## UCI America Tour
La carrera al estar integrada al calendario internacional americano 2011-2012 otorgó puntos para dicho campeonato. El baremo de puntuación es el siguiente:
| Posición                    | 1.º | 2.º | 3.º | 4.º | 5.º | 6.º | 7.º | 8.º | 9.º | 10.º | 11.º | 12.º | 13.º | 14.º | 15.º |
| Clasificación general final | 100 | 70  | 40  | 30  | 25  | 20  | 15  | 10  | 9   | 8    | 7    | 6    | 5    | 4    | 3    |
| Por etapa                   | 20  | 14  | 8   | 7   | 6   | 5   | 4   | 2   |     |      |      |      |      |      |      |
| Lider General por etapa     | 10  |     |     |     |     |     |     |     |     |      |      |      |      |      |      |

- Nota:Es importante destacar que los puntos que obtienen ciclistas de equipos UCI ProTeam no son tomados en cuenta en ésta clasificación, ya que el UCI America Tour es una clasificación cerrada a ciclistas de equipos Pro Continentales, Continentales y amateurs.

Los ciclistas que obtuvieron puntos fueron los siguientes:
| Ciclista           | Equipo                         | Puntos por la clasificación final | Puntos de etapa | Puntos de líder | Total |
| ------------------ | ------------------------------ | --------------------------------- | --------------- | --------------- | ----- |
| Rory Sutherland    | UnitedHealthcare               | -                                 | 26              | -               | 26    |
| Alessandro Bazzana | Type 1-Sanofi                  | -                                 | 22              | -               | 22    |
| Ivan Rovny         | RusVelo                        | 7                                 | 14              | -               | 21    |
| Joe Dombrowski     | Bontrager Livestrong           | 8                                 | 10              | -               | 18    |
| Gavin Mannion      | Bontrager Livestrong           | -                                 | 12              | -               | 12    |
| Ramiro Rincón      | EPM-UNE                        | 3                                 | 6               | -               | 9     |
| Alex Candelario    | Optum-Kelly Benefit Strategies | -                                 | 9               | -               | 9     |
| Fred Rodríguez     | Team Exergy                    | -                                 | 7               | -               | 7     |
| Hugo Houle         | SpiderTech powered by C10      | -                                 | 6               | -               | 6     |
| Tom Zirbel         | Optum-Kelly Benefit Strategies | -                                 | 5               | -               | 5     |
| Javier Gómez       | EPM-UNE                        | -                                 | 4               | -               | 4     |
| Kiel Reijnen       | Type 1-Sanofi                  | -                                 | 4               | -               | 4     |
| Lucas Euser        | SpiderTech powered by C10      | -                                 | 2               | -               | 2     |